# Annie Prévost
 (septembre 2014).
Si vous disposez d'ouvrages ou d'articles de référence ou si vous connaissez des sites web de qualité traitant du thème abordé ici, merci de compléter l'article en donnant les références utiles à sa vérifiabilité et en les liant à la section « Notes et références ».
Annie Prévot, dite Nanou, née en 1946, est une conteuse et auteure de livres pour la jeunesse.

## Biographie
En 1999, elle participe à Radio France à Cherbourg. Le responsable des programmes lui propose de diffuser ses contes à l'antenne, chaque mercredi. Ce seront Les min'histoires de Nanou, courts récits hebdomadaires de trois minutes qui seront ultérieurement rediffusés en Haute-Normandie, et ce jusqu'en 2004. Ces récits sont secondairement coédités en livre jeunesse aux éditions Petit à petit et France Bleu, avec la complicité d'un responsable de France Bleu Haute-Normandie, Hervé Chabbal, tour à tour dessinées par la nouvelle illustratrice parisienne Christelle Lardenois, la Rouennaise Gaëlle Queval, directrice artistique du mensuel Normandie Junior, le bédéiste belge Baloo et l'illustrateur-romancier argentanais Bruno Robert. Depuis lors, hormis la parenthèse de Gribouille, elle a cessé son activité éditoriale.
Elle fait partie de la Société des auteurs de Normandie.

## Sources
- Livres en vie 3 (automne 2007).

## Série Les Min'histoires de Nanou
- Les Min'histoires de Nanou, La Zizanie des fêtes, illustration de Christelle Lardenois, éditions Petit à petit, Darnétal, avril 2004.
- Les Min'histoires de Nanou, Les Malheurs d'automnia, illustration de Gaëlle Queval, éditions Petit à petit, Darnétal.
- Les Min'histoires de Nanou, Pagaille dans la savane, illustration de Baloo, Petit à petit, 2003.
- Les Min'histoires de Nanou, Le Mouton des rêves, illustration de Bruno Robert, Petit à petit, 2002.

## Série Gribouille
- Gribouille au Mont-Saint-Michel, illustration de Jean-François Miniac, avril 2010.
- Gribouille et le fantôme de Monet, illustration de Jean-François Miniac, 2013.